# Hamlin (Virginia Occidental)
Hamlin es un pueblo ubicado en el condado de Lincoln, en el estado estadounidense de Virginia Occidental. Del censo de 2010 surge que ese año la población era de 1142 habitantes y la densidad poblacional, de 730,01 personas por km².

## Geografía
Hamlin se encuentra ubicado en las coordenadas 38°16′36″N 82°6′11″O / 38.27667, -82.10306. Según la Oficina del Censo de los Estados Unidos, Hamlin tiene una superficie total de 1.56 km², de la cual 1.55 km² corresponden a tierra firme y 0.01 km² (0.66%) es agua.

## Demografía
Según el censo de 2010, ese año había 1142 personas residiendo en Hamlin. La densidad de población era de 730,01 hab./km². De los 1142 habitantes, el 99.04% eran blancos, el 0% eran afroamericanos, el 0.09% eran amerindios, el 0.09% eran asiáticos, el 0% eran isleños del Pacífico, el 0% eran de otras razas y el 0.79% pertenecían a dos o más razas. Del total de la población. el 0.88% eran hispanos o latinos de cualquier raza.